# 李惟果

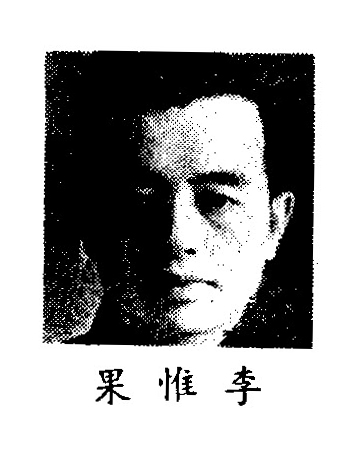

李惟果（1903年—1992年）四川省南充县人（一说四川省成都人），祖籍贵州省开阳县城关镇松林村，中华民国政治人物。

## 生平
李惟果1923年考入清华大学政治学系，加入进步学生团体“唯真学会”，成为清大学生运动领导人之一；1924年参与发起“清华学生国学调查”活动并负责调查统计工作。李惟果1927年毕业于清华学校并公费留学美国。获加州大学伯克利分校学士、硕士，主修西洋史、国际公法；后入哥伦比亚大学学习国际关系学，获哲学博士。归国后，任四川大学教授。1932年，任武汉大学文学院教授。
1936年1月，蒋介石的侍从室在南京进行改组。改组后，李惟果出任侍从室第二处第五组（简称“侍五组”）组长（侍从室第二处处长为陈布雷）。1939年9月，李惟果被任命为三民主义青年团中央干事会常务干事，任内随时给蒋经国去电，告之蒋介石的意向及党团中央的动态，蒋经国也经常透过李惟果转达他的情况及要求。
1940年11月至1941年5月27日，李惟果兼任国防最高委员会参事。1941年12月，李惟果到任国民政府外交部总务司司长，1942年6月27日正式任命，1946年8月15日免职。
1945年初，中国陆军总司令部在昆明组建，李惟果任中国陆军总司令部政治部主任。
1945年5月30日，李惟果兼任中国国民党中央宣传部副部长。1945年9月5日，“党政接收计划委员会”在芷江城北文庙的陆军大学成立，李惟果兼任该委员会秘书长。
1947年7月9日，中国国民党中央常务委员会通過李惟果升任中国国民党中央宣传部部长。:83811947年9月13日，李惟果兼任中国国民党干部训练筹备会委员。
1948年5月31日至12月22日，李惟果任翁文灝内阁的行政院秘书长。6月1日，蔣介石特任李惟果為行政院秘書長，梁穎文為副秘書長。:86131949年2月12日，中国驻美大使兼遠東委員會中國代表顾维钧接到中华民国外交部电报，内称：政府鉴于大使职务的重要性，决定顾维钧不必再兼任遠東委員會中國代表，另指派李惟果担任此职。顾维钧大使在日记中写道：“显然李惟果的任命是为了给他一个职位。”1949年随蒋介石去了台湾。
1971年，李惟果退休，后来侨居美国。

## 著作
- 李惟果，何炳松译鲁滨逊著《新史学》，图书评论第1卷第6期，1933年2月1日
- 李惟果，海士、蒙合著《新史学》之两种译本，图书评论第2卷第4期，1933年12月1日
- 李惟果，现代政治下的西藏（博士论文）

## 家庭
- 祖父：李立元，清朝咸丰八年（1858年）生于今开阳县城关镇松林村，乾隆甲寅科举人，官至澎湖通判。[4]
- 父：李仲通，清朝道光壬子科举人，后以军功授花翎同知。[4]